# Свентская волость
Свентская волость (латыш. Sventes  pagasts) — одна из 25 волостей Аугшдаугавского края Латвии. Административным центром волости является село Свенте.